# Hydropsalis
Hydropsalis és un gènere d'ocells de la família dels caprimúlgids (Caprimulgidae).

## Taxonomia
El gènere va ser introduït l'any 1832 pel naturalista alemany Johann Georg Wagler. Segons la Classificació del Congrés Ornitològic Internacional (versió 3.4, 2013) aquest gènere està format per quatre espècies:
- enganyapastors cuablanc (Hydropsalis cayennensis).
- enganyapastors cuapintat (Hydropsalis maculicaudus).
- enganyapastors trident (Hydropsalis climacocerca).
- enganyapastors cua de tisora (Hydropsalis torquata).